# Tipula vittata
Tipula vittata là một loài ruồi trong họ Ruồi hạc (Tipulidae). Chúng phân bố ở vùng sinh thái Palearctic.
- Tư liệu liên quan tới Tipula vittata tại Wikimedia Commons